# Listă de sculptori portughezi
Aceasta este o listă de sculptori portughezi.

## C
- Carlos Botelho
- João Carqueijeiro
- Nicolau Chanterene
- João Cutileiro

## M
- Joaquim Machado de Castro

## P
- Manuel Pereira da Silva

## S
- António Soares dos Reis